# Jean-Adam Pflieger, l'aîné
Pour les articles homonymes, voir Pflieger.
Jean-Adam Pflieger dit l'aîné, né à Altkirch en France le 21 janvier 1744 et mort à Paris le 8 février 1801, est un homme politique français de l'époque révolutionnaire.

## Biographie
Fils du maître de poste Laurent Pflieger, Jean-Adam devint receveur du chapitre cathédral d'Arlesheim (1775) avant de s'occuper d'agronomie. En mars 1789, il fut élu député du Tiers état des bailliages de Belfort et d'Huningue aux États généraux. Prestataire du serment du Jeu de paume, il vota avec la majorité de la Constituante. Il fut membre du club des Jacobins. En 1790, il devint procureur-syndic du district d'Altkirch.

Le 2 septembre 1792, les électeurs du Haut-Rhin l'envoyèrent comme député à la Convention nationale. Dans le procès de Louis XVI, il vota, avec la majorité des députés, la mort du roi déchu, sans sursis et sans appel au peuple. 
Au mois de mars 1793, la Convention le chargea, avec Jean-Antoine Louis, d'une mission en Alsace consistant à s'assurer du recrutement en vue de la levée en masse de 300 000 Français. Ancien montagnard devenu thermidorien, il fut élu en 1795 au conseil des Cinq-Cents et conserva ce mandat jusqu'en 1798. Après cette date, il devint administrateur des postes.
Il fut le maire de sa ville natale, Altkirch, en 1790 et de 1791 à 1792.
Son fils, Jean-Adam Pflieger le jeune (1775-1846) fut également maire d'Altkirch (1807-1814, 1814-1815 et 1830-1846) et député (1834-1846).